# Sabicea
Sabicea är ett släkte av måreväxter. Sabicea ingår i familjen måreväxter.

## Dottertaxa tillSabicea, i alfabetisk ordning[1]
- Sabicea acuminata
- Sabicea amazonensis
- Sabicea amomii
- Sabicea angustifolia
- Sabicea apocynacea
- Sabicea arachnoidea
- Sabicea arborea
- Sabicea aristeguietae
- Sabicea aspera
- Sabicea asperula
- Sabicea aurifodinae
- Sabicea bariensis
- Sabicea batesii
- Sabicea becquetii
- Sabicea bequaertii
- Sabicea bigerrica
- Sabicea boliviensis
- Sabicea brachiata
- Sabicea brachycalyx
- Sabicea bracteolata
- Sabicea brasiliensis
- Sabicea brevipes
- Sabicea burchellii
- Sabicea calophylla
- Sabicea calycina
- Sabicea cameroonensis
- Sabicea caminata
- Sabicea camporum
- Sabicea cana
- Sabicea capitellata
- Sabicea carbunica
- Sabicea cauliflora
- Sabicea chocoana
- Sabicea cinerea
- Sabicea composita
- Sabicea congensis
- Sabicea cordata
- Sabicea cruciata
- Sabicea cuneata
- Sabicea dewevrei
- Sabicea dewildemaniana
- Sabicea dinklagei
- Sabicea discolor
- Sabicea diversifolia
- Sabicea domingensis
- Sabicea dubia
- Sabicea duparquetiana
- Sabicea entebbensis
- Sabicea erecta
- Sabicea exellii
- Sabicea ferruginea
- Sabicea flagenioides
- Sabicea floribunda
- Sabicea fulva
- Sabicea fulvovenosa
- Sabicea gabonica
- Sabicea geantha
- Sabicea geophiloides
- Sabicea gigantea
- Sabicea gigantostipula
- Sabicea gilletii
- Sabicea glabrescens
- Sabicea globifera
- Sabicea glomerata
- Sabicea goossensii
- Sabicea gracilis
- Sabicea grandifolia
- Sabicea grisea
- Sabicea harleyae
- Sabicea hierniana
- Sabicea hirta
- Sabicea humilis
- Sabicea ingrata
- Sabicea johnstonii
- Sabicea klugii
- Sabicea lanata
- Sabicea lanuginosa
- Sabicea laxa
- Sabicea leucocarpa
- Sabicea liberica
- Sabicea liesneri
- Sabicea longipetiolata
- Sabicea loxothyrsus
- Sabicea marojejyensis
- Sabicea mattogrossensis
- Sabicea medusula
- Sabicea mexicana
- Sabicea mildbraedii
- Sabicea mollis
- Sabicea mollissima
- Sabicea morillorum
- Sabicea mortehanii
- Sabicea multibracteata
- Sabicea najatrix
- Sabicea neglecta
- Sabicea nobilis
- Sabicea novogranatensis
- Sabicea oblongifolia
- Sabicea orientalis
- Sabicea panamensis
- Sabicea parva
- Sabicea parviflora
- Sabicea pearcei
- Sabicea pedicellata
- Sabicea pilosa
- Sabicea proselyta
- Sabicea pseudocapitellata
- Sabicea purpurea
- Sabicea pyramidalis
- Sabicea romboutsii
- Sabicea rosea
- Sabicea rufa
- Sabicea sanguinosa
- Sabicea sastrei
- Sabicea schaeferi
- Sabicea schumanniana
- Sabicea segregata
- Sabicea setiloba
- Sabicea seua
- Sabicea smithii
- Sabicea solitaria
- Sabicea speciosa
- Sabicea speciosissima
- Sabicea stellaris
- Sabicea sthenula
- Sabicea stipularioides
- Sabicea subinvolucrata
- Sabicea surinamensis
- Sabicea talbotii
- Sabicea tchapensis
- Sabicea thomensis
- Sabicea thyrsiflora
- Sabicea tillettii
- Sabicea tomentosa
- Sabicea trailii
- Sabicea trianae
- Sabicea trigemina
- Sabicea umbellata
- Sabicea urbaniana
- Sabicea urceolata
- Sabicea velutina
- Sabicea venezuelensis
- Sabicea venosa
- Sabicea verticillata
- Sabicea villosa
- Sabicea vogelii
- Sabicea xanthotricha